# Vén csókák
A Vén csókak (eredeti cím: Old Dads) 2023-ban bemutatott amerikai filmvígjáték, amelyet Bill Burr rendezett. A főbb szerepekben Bill Burr, Bobby Cannavale, Bokeem Woodbine, Katie Aselton és Reign Edwards látható.
Amerikában és Magyarországon 2023. október 20-án mutatták be a Netflixen.

## Cselekmény
Jack Kelly, Connor Brody és Mike Richards évtizedek óta barátok és kollégák. Most, az ötvenes éveikben járva küzdenek a modern világgal és azzal, hogy milyen viselkedést várnak el tőlük. Amikor például Connor megpróbálja rávenni a fiát, Colint, hogy kérjen bocsánatot, amiért megütött embereket, a felesége, Cara megdorgálja. Amikor úgy döntenek, hogy eladják a Trifecta nevű vállalkozásukat néhány millenniumosnak, de megtartják őket alkalmazottként, megdöbbennek, amikor a hipszter új főnök, Aspen mindenkit kirúg 35 év felett, kivéve őket. A cég eltávolodik az egyszerű throwback csapatmezek árusításától, modernizálódik, nem- és karbonsemlegessé válik.
Jacket a fia, Nate óvodájának igazgatója nyilvánosan leszidja, amiért két percet késett, és erre a legdurvább vulgáris megjegyzésekkel válaszol. Felesége, Leah bocsánatkérésre kényszeríti, mivel a magánóvodába való felvételhez az ő ajánlására lesz szükség, és rámutat, hogy a férfinak dühkezelési problémái vannak. Amikor Jack és Leah elmennek az iskolába, hogy bocsánatot kérjenek az igazgatótól, a nő ráveszi, hogy a szülők és a gyerekek csoportja előtt tegye ezt meg. Néhányan pontosan megnevezik azokat a konkrétumokat, amelyek felbosszantották őket, ő mindegyikért bocsánatot kér. Leah azonban felhívja Jack figyelmét, hogy a következő három hónapban továbbra is a legjobb viselkedést kell tanúsítania, így az igazgató ajánlást ad Nate-nek.
Eközben az elvált és két felnőtt fiú apja, Mike meglepetésként érkezik haza. Bár vasektómián esett át, fiatal barátnője, Britney elárulja, hogy terhes. Később a három barát találkozik a bárban, és Jack és Connor megpróbálja rávenni, hogy nézze a dolog jó oldalát.
Mivel Jacket felkérték, hogy szervezze meg az iskolai adománygyűjtést, ő és Connor úgy érzi, hogy az ezredfordulósok háttérbe szorítják. Ezután a három barátot elküldik, hogy keressék meg Ed Cameront, aki a nyolcvanas évek óta az off-grid életmódot választotta, hogy meggyőzzék, képviselje a céget. Travis, az egyik fiatal alkalmazott elkíséri őket. Miközben a régi barátok viccelődnek, a férfi nőgyűlölőnek nevezi őket. Mike leszólja őt a felsőbbrendű hozzáállásáért, a modern zene iránti szeretetével bizonyítva, hogy ő sem mindig politikailag korrekt. Amikor elütnek egy armadillót, Ed jön, hogy összeszedje.
Közben Leah találkozik Carával. Colin odamegy hozzá, és megüti a terhes hasát. Amikor a lány figyelmezteti, a férfi szemtelenül megüti. Cara megvédi őt, és összevesznek. A Trifectában, bár a trió sikeresen beszervezte Cameront, Aspen kirúgja őket, mivel a bérelt autóban lévő rejtett kamera rögzítette nőgyűlölő ugratásaikat. Még Travist is kirúgják, mivel a tévékamerája rögzítette, amint erősen fogalmazott rapszövegeket énekel, amikor elkezdte a napját.
Ezután Mike megszakítja a kapcsolatot Jackkel; Connorral nem tarthatja a kapcsolatot, mert Cara haragszik Kellyékre, így Jack az iskolai adománygyűjtésre koncentrál. Minden jól megy, egészen addig, amíg ismét ki nem robban, aminek következtében Leah kirúgja. Jack és Mike egy késő esti étteremben esik egybe. Megbékélnek, majd felveszik Connort egy kaszinós legénybúcsús kirándulásra, mivel Britney ragaszkodik hozzá, hogy összeházasodjanak. Összefutnak Aspennel, akit kirúgtak, mert véletlenül politikailag inkorrekt zsargont használt, és kidobták. Később egy sztriptízbárban Jacket felhívják, hogy Leah vajúdik. Részegen kénytelenek Uber-t hívni. Végül kis elektromos robogókat ragadnak, hogy teljesítsék az utat.
A szülésről lemaradva Jack mégis kibékül Leah-val, és megfogadja, hogy terápiára megy. Végül az állami iskola mellett döntenek Nate számára, és Jack megtanult uralkodni az indulatain. Mike rendesen megkéri Britney kezét, Connor pedig ráveszi Carát, hogy könnyítsen magán.

## Szereplők
| Szerep                     | Színész               | Magyar hang          |
| -------------------------- | --------------------- | -------------------- |
| Jack Kelly                 | Bill Burr             | Epres Attila         |
| Connor Brody               | Bobby Cannavale       | Sarádi Zsolt         |
| Mike Richards              | Bokeem Woodbine       | Csík Csaba Krisztián |
| Leah Kelly                 | Katie Aselton         | Németh Kriszta       |
| Britney                    | Reign Edwards         | Lamboni Anna         |
| Cara Brody                 | Jackie Tohn           | Kis-Kovács Luca      |
| Aspen Bell                 | Miles Robbins         | Nikas Dániel         |
| Dr. Lois Schmieckel-Turner | Rachael Harris        | Spilák Klára         |
| Nate Kelly                 | Dash McCloud          | Rostás Ábel          |
| Travis Romine              | Justin Miles          | Szabó Máté           |
| Ed Cameron                 | C. Thomas Howell      | Rosta Sándor         |
| Richie Jacobs              | Bruce Dern            | Harsányi Gábor       |
| Colin Brody                | Dominic Grey Gonzalez | Peregovits Dániel    |
| Kelly                      | Natasha Leggero       | Bogdányi Titanilla   |
| Joanna                     | Katrina Bowden        | Kereki Anna          |
| Dana                       | Josh Brener           | Baráth István        |
| Diamelle                   | Erin Wu               | Vámos Mónika         |
| Hunter Lewis               | Rick Glassman         | Umbráth László       |
| Judy                       | Abbie Cobb            | Szentesi Dorottya    |

### Magyar változat
- Magyar szöveg: Bán Zsanett
- Hangmérnök és vágó: Schmidt Zoltán
- Gyártásvezető: Vigvári Ágnes
- Szinkronrendező: Molnár Kristóf
- Produkciós vezető: Fekete Márk

A szinkront a Direct Dub Studios készítette el.

## A film készítése
A film forgatókönyvét 2020-ban kezdték el írni. 2022 márciusában bejelentették, hogy Bill Burr társírója, rendezője és főszereplője lesz a Miramax és Burr saját produkciós cége, az All Things Comedy számára készülő Vén csókák című projektnek. Bejelentették, hogy Burr mellett Bobby Cannavale és Bokeem Woodbine fog szerepelni.
A forgatás 2022. március 2-án kezdődött Los Angelesben.